# Thelypodiopsis shinnersii
Thelypodiopsis shinnersii là một loài thực vật có hoa trong họ Cải. Loài này được (M.C. Johnst.) Rollins miêu tả khoa học đầu tiên năm 1976.